# FILIP1
FILIP1‏ (Filamin A interacting protein 1) هوَ بروتين يُشَفر بواسطة جين FILIP1 في الإنسان.